# 巴爾代約夫
巴爾代約夫是斯洛伐克的城鎮，位於該國東北部的托普拉河氾濫平原，由普列索夫州負責管轄，面積72.78平方公里，海拔高度283米，2010年人口33,020。

## 外部連結
- Official website
- Info website （页面存档备份，存于）
- UNESCO site about Bardejov （页面存档备份，存于）
- Organization of World Heritage Cities: Bardejov （页面存档备份，存于）